# Las Charcas
Las Charcas é uma cidade da República Dominicana pertencente à província de Azua.
Sua população estimada em 2012 era de 9 254 habitantes.